# Itaparica
Itaparica es un municipio brasileño del estado de Bahía. Está localizado en la isla de Itaparica, en la bahía de Todos los Santos
En idioma tupí significa cerca realizada de piedras.

## Geografía
Su población estimada en 2009 era de 20.796 habitantes.
Junto con el municipio de Vera Cruz componen la isla de Itaparica. Está a 60 minutos en ferry desde Salvador o 25 minutos en catamarán.

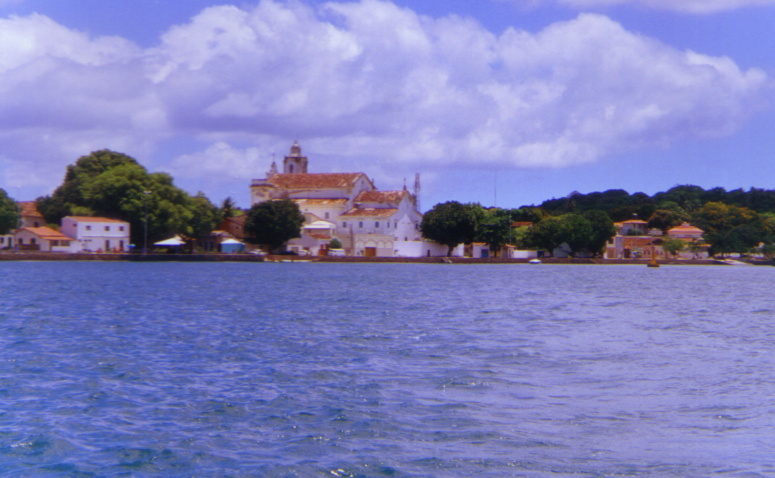
Vista de la ciudad de Itaparica.

## Turismo
Entre las atracciones están sus playas y su conjunto histórico. 

### Conjunto histórico
Formado por el caserío y la iglesia de Sao Lourenço, construida en 1610.